# (18055) Fernhildebrandt
(18055) Fernhildebrandt (1999 TJ13) – planetoida z pasa głównego asteroid okrążająca Słońce w ciągu 4,42 lat w średniej odległości 2,69 j.a. Odkryta 11 października 1999 roku.